# پایگاه هوایی اووی لیک/دووگال کمپبلمیدان
پایگاه هوایی اووی لیک/دووگال کمپبلمیدان (به انگلیسی: Oie Lake/Dougall Campbell Field Aerodrome) یک فرودگاه خصوصی است که یک باند فرود شن دارد و طول باند آن ۹۱۴ متر است. این فرودگاه در کشور کانادا قرار دارد و در ارتفاع ۹۳۳ متری از سطح دریا واقع شده‌است.